# Ignazio Genuardi
Ignazio Genuardi (Comitini, 14 ottobre 1819 – Acireale, 6 febbraio 1883) è stato un politico italiano.
Era figlio di Gerlando Genuardi e di Adriana Ricci Gramitto, e cugino dal lato materno di Caterina Ricci Gramitto, la madre del drammaturgo Luigi Pirandello.  
Nominato senatore il 9 novembre 1872, si dimise dalla carica l'11 maggio 1876.